# 오타니 미키
오타니 미키(일본어: 大谷美貴, 1985년 10월 17일 ~ )는 일본의 성우이다.

## 출연 작품

### TV 애니메이션
2006년
- 가정교사 히트맨 리본!(쿠로카와 하나)
- 지켜줘! 롤리팝(제로)

2010년
- 침략 오징어소녀(아이자와 타케루)

2011년
- 침략 오징어소녀 2기(아이자와 타케루)